# Wilhelm Ritter von Leeb

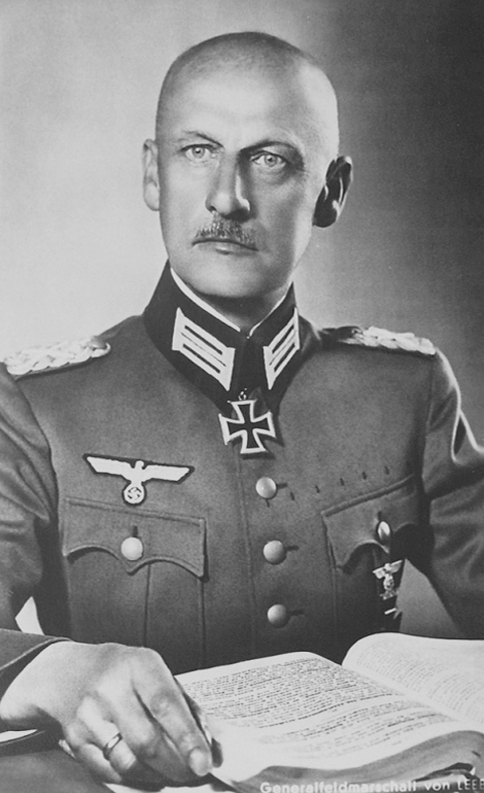
Wilhelm Ritter von Leeb als Generalfeldmarschall (1940)

Wilhelm Leeb, ab 1915 Ritter von Leeb (* 5. September 1876 in Landsberg am Lech; † 29. April 1956 in Füssen), war ein deutscher Offizier, zuletzt Generalfeldmarschall und im Zweiten Weltkrieg Oberbefehlshaber verschiedener Heeresgruppen.

## Leben

### Familie
Wilhelm Leeb war der Sohn des bayerischen Majors Adolf Leeb und dessen Ehefrau Katharina, geborene Leeb. Der spätere General der Artillerie Emil Leeb (1881–1969) war sein jüngerer Bruder. Leeb verheiratete sich am 2. Juli 1913 mit Maria Schrott. Aus der Ehe gingen drei Kinder hervor.

### Bayerische Armee
Nach Absolvierung eines Humanistischen Gymnasiums trat Leeb am 16. Juli 1895 als Freiwilliger auf Beförderung in das 4. Feldartillerie-Regiment „König“ der Bayerischen Armee in Augsburg ein. Nach dem Besuch der Kriegsschule in München, die er mit Allerhöchster Belobigung abgeschlossen hatte, wurde Leeb zum Sekondeleutnant befördert. Es folgte seine weitere Ausbildung an der Artillerie- und Ingenieur-Schule, bevor er Ende August 1900 zum Ostasiatischen Expeditionskorps übertrat. Als Zugführer bei der 1. Gebirgsbatterie beteiligte Leeb sich an der Niederschlagung des Boxeraufstands in China. Nach seiner Rückkehr nach Bayern wurde er im August 1901 wieder im 4. Feldartillerie-Regiment „König“ angestellt. Von 1903 bis 1906 absolvierte Leeb die Kriegsakademie, die ihm in erster Linie die Qualifikation für den Generalstab und ferner für die Höhere Adjutantur, den Referatsdienst und das Lehrfach (Taktik, Kriegsgeschichte) aussprach. Im Anschluss daran folgten seine Kommandierung zunächst zur Zentralstelle des Generalstabs in München und 1909 zum Großen Generalstab nach Berlin. Vom 23. März 1912 bis 24. Januar 1914 diente der zwischenzeitlich zum Hauptmann beförderte Leeb als Chef der 3. Batterie im 10. Feldartillerie-Regiment. Anschließend war er für knapp zwei Monate in der Zentralstelle des Generalstabs und wurde dann zum Generalstab des I. Armee-Korps versetzt.

### Erster Weltkrieg
In dieser Stellung war Leeb auch bei Beginn des Ersten Weltkriegs und war an den Kämpfen an der Westfront in Lothringen und Frankreich beteiligt. 1915 wurde er als Erster Generalstabsoffizier zur 11. Infanterie-Division versetzt und kam auf verschiedenen Schauplätzen zum Einsatz. Aufgrund seiner Leistungen in der Schlacht bei Gorlice-Tarnow, bei der Einnahme der Festung Przemyśl sowie beim Übergang über die Donau im Feldzug gegen Serbien wurde er in den Militär-Max-Joseph-Orden aufgenommen. Damit verbunden war die Erhebung in den persönlichen Adel und er durfte sich nach Eintragung in die Adelsmatrikel Ritter von Leeb nennen.
1916 wurde Leeb zum Major befördert. Von Mai 1917 bis zum Ende des Krieges war er an der Westfront im Stab der Heeresgruppe „Kronprinz Rupprecht“ eingesetzt, zuerst als Zweiter Generalstabsoffizier und später als Oberquartiermeister.
Für seine Leistungen während des Krieges war Leeb mit beiden Klassen des Eisernen Kreuzes, dem Ritterkreuz des Königlichen Hausordens von Hohenzollern mit Schwertern, dem Militärverdienstorden III. Klasse mit Schwertern, dem Ritterkreuz II. Klasse des Albrechts-Ordens mit Schwertern, dem Ritterkreuz des Ordens der Württembergischen Krone mit Schwertern, dem Hanseatenkreuz von Hamburg und Bremen sowie dem Österreichischen Militärverdienstkreuz III. Klasse mit Kriegsdekoration und dem Eisernen Halbmond ausgezeichnet worden.

### Weimarer Republik
Nach Kriegsende kam Leeb als Chef der Armeeabteilung in das Ministerium für militärische Angelegenheiten, beteiligte sich an der Niederschlagung der Münchner Räterepublik und wurde nach Auflösung der Behörde als Referent in der Heeresabteilung in das Reichswehrministerium nach Berlin versetzt. Im weiteren Verlauf seiner Militärkarriere bekleidete Leeb in der Reichswehr Dienstposten als Stabsoffizier in den Wehrkreisen II (Stettin) und VII (München), war Kommandeur des 7. (Bayerischen) Artillerie-Regiments sowie seit 1929 als Generalmajor Artillerieführer VII. Anfang 1930 zum Generalleutnant befördert, wurde Leeb dann Befehlshaber des Wehrkreises VII und Kommandeur der 7. (Bayerischen) Division.

### Zeit des Nationalsozialismus

#### Vorkriegszeit

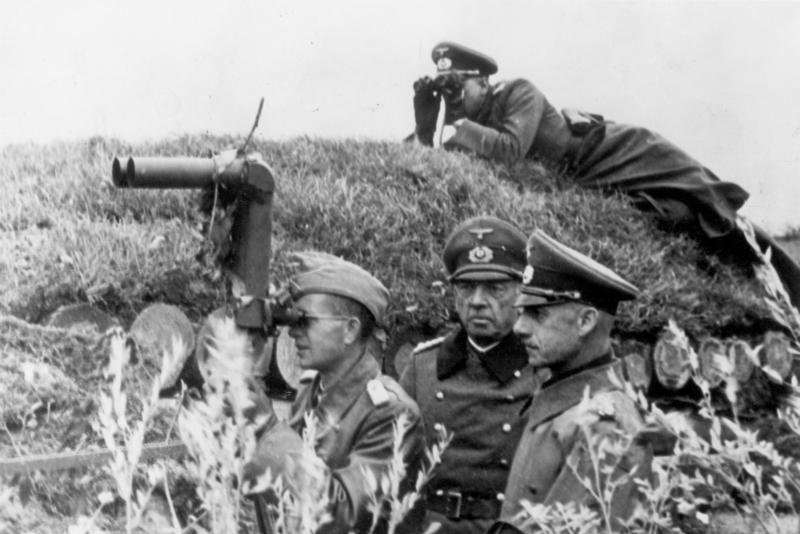
Generalfeldmarschall Ritter von Leeb (rechts stehend) mit Generaloberst von Küchler (in der Mitte stehend) auf einer vorgeschobenen Beobachtungsstelle der Artillerie an der Ostfront, Oktober 1941

Nach der Machtübernahme durch Adolf Hitler verhielt sich Leeb als konservativer Katholik dem neuen Regime gegenüber reserviert. Dennoch stieg er in der Wehrmacht weiter auf und wurde am 1. Oktober 1933 Oberbefehlshaber des Gruppenkommandos II in Kassel. Am 1. Januar 1934 erfolgte seine Ernennung zum General der Artillerie. In den folgenden Jahren entstand sein Buch Die Abwehr, in dem er den herrschenden Vorstellungen vom „Blitzkrieg“ widersprach.
Im Verlauf der Blomberg-Fritsch-Krise Anfang 1938 wurde Leeb auf Anweisung Hitlers vom neuen Oberbefehlshaber des Heeres, Walther von Brauchitsch, unter Verleihung des Charakters als Generaloberst in den Ruhestand versetzt. Bereits im Juli 1938 wurde er jedoch im Zuge der Sudetenkrise reaktiviert und als Oberbefehlshaber der 12. Armee an der Besetzung des Sudetenlandes beteiligt. Unmittelbar im Anschluss daran wurde Leeb wiederum in den Ruhestand verabschiedet.
Im Sommer 1939 wurde Leeb ein zweites Mal reaktiviert und erhielt als Oberbefehlshaber der Heeresgruppe C das Kommando über die deutschen Truppen an der französischen Grenze. Mit 62 Jahren war er zu diesem Zeitpunkt nach Gerd von Rundstedt der zweitälteste Soldat des deutschen Heeres. Als Reaktion auf die Kriegserklärungen Frankreichs und Englands an Deutschland schrieb er in seinem Tagebuch „Hitler ist ein verblendeter Narr, ein Verbrecher!“

#### Zweiter Weltkrieg
Beim Westfeldzug, der am 10. Mai 1940 begann, überrannte Leeb im Juni 1940 mit der Heeresgruppe C die Maginotlinie. Nach der Kapitulation Frankreichs wurde Leeb zusammen mit elf weiteren Generälen am 19. Juli 1940 zum Generalfeldmarschall befördert. Bereits vorher war er am 24. Juni 1940 mit dem Ritterkreuz des Eisernen Kreuzes ausgezeichnet worden.
Im Rahmen der Vorbereitungen für den deutschen Angriff auf die Sowjetunion 1941 wurde Leebs Heeresgruppenkommando im Herbst 1940 von Frankreich nach Dresden verlegt. Im Frühjahr 1941 wurde er Oberbefehlshaber der Heeresgruppe Nord.
Die Heeresgruppe Nord hatte nach dem 22. Juni 1941 die Aufgabe, die baltischen Häfen zu erobern, anschließend zügig in Richtung Leningrad vorzustoßen und die Stadt einzunehmen. Im Winter 1941/42 begann die Leningrader Blockade. Im Osten des Aufmarschbereiches war die Heeresgruppe bis Tichwin vorgestoßen. Nach einem Zerwürfnis mit Hitler über den von Leeb empfohlenen Rückzug auf eine strategisch günstigere Position bat dieser um seine Ablösung als Oberbefehlshaber der Heeresgruppe Nord. Ab 8. Januar 1942 waren seine Truppen Beteiligte der Kesselschlacht von Demjansk. Am 16. Januar 1942 wurde Leeb von seinem Posten entbunden, in die Führerreserve versetzt und nicht wieder verwendet.
Trotz seiner kritischen Haltung dem NS-Regime gegenüber nahm Leeb im September 1941 zu seinem 65. Geburtstag von Hitler eine Dotation von 250.000 Reichsmark entgegen. 1944 gelangte er in den Besitz des Distrikts XXIII des Forstamts Seestetten nahe Passau mit einer Größe von über 210 ha. Der zunächst vorgesehene Kaufpreis von 660.000 Reichsmark konnte auf seine Bitte hin auf 638.000 Reichsmark reduziert werden. Überraschend entschied Hitler, dass Leeb den Landbesitz kostenlos erhielt, womit sich die Schenkungen an ihn auf insgesamt 888.000 Reichsmark auf Steuerzahlerkosten beliefen. Etwa zur Zeit dieser Angelegenheit sandte Leeb Hitler nach dem Attentat vom 20. Juli 1944 eine Ergebenheitsadresse. Nach Ende des Krieges leistete Leeb auf die Bardotation von 250.000 Reichsmark eine Steuernachzahlung von 30 Prozent; Zahlungen bzgl. der Sachschenkung sind unbekannt. Mindestens bis 1998 befand sich das Land im Besitz der Familie Leeb; der Sohn des Feldmarschalls erklärte, es bestehe nicht die Absicht, es zurückzugeben. Ämter und Behörden des Landes Bayern gaben auf Nachfragen der Presse nur unbefriedigende Antworten zum Sachverhalt.

### Nachkriegszeit

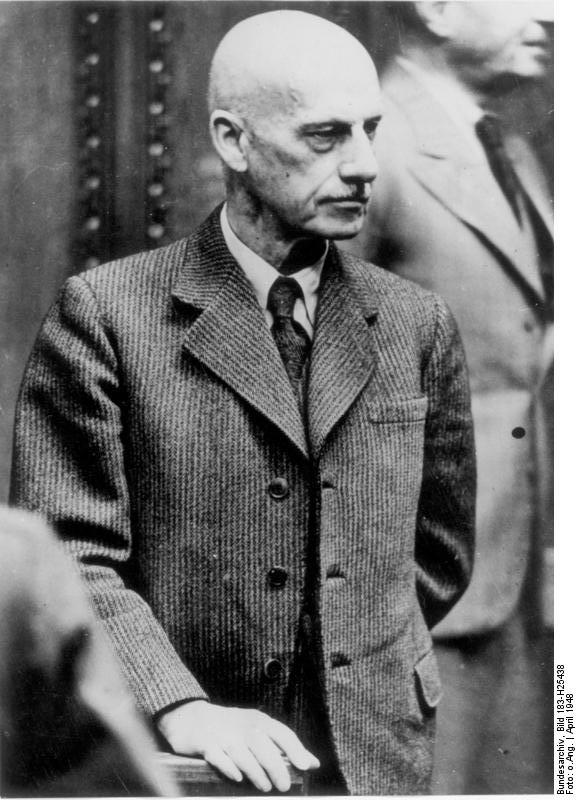
Abschlussvernehmung des Angeklagten Leeb im Nürnberger Prozess, April 1948

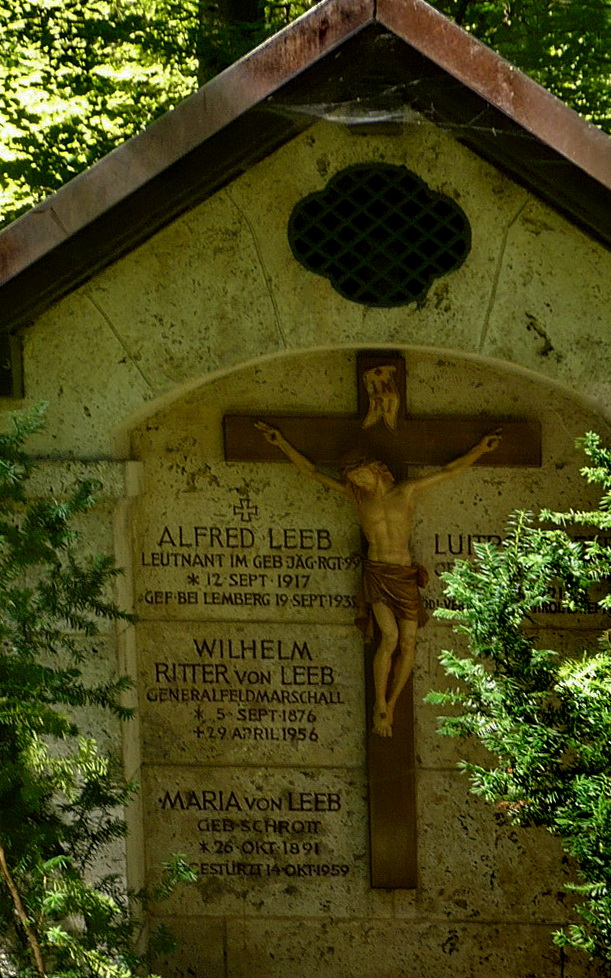
Grabstätte auf dem Sollner Waldfriedhof (Nr. 17-W-2)

Im Mai 1945 kam Leeb in amerikanische Kriegsgefangenschaft. Durch die Verwechslung von Dokumenten wurde er beim Prozess gegen das Oberkommando der Wehrmacht in Nürnberg 1948 zu drei Jahren Haft verurteilt, die durch die Zeit der Kriegsgefangenschaft als verbüßt galten. Zu einer Aufhebung des Urteils kam es nicht, obwohl ein schuldhaftes Verhalten nicht nachweisbar war.
Ab 1954 war er Großkanzler des Militär-Max-Joseph-Ordens. Er starb am 29. April 1956 in Hohenschwangau bei Füssen.

## Namensgeber
1965 benannte die deutsche Bundeswehr die Ritter-von-Leeb-Kaserne in Landsberg am Lech nach dem General. Sie wurde 1992 aufgegeben.

## Schriften
- Das Kgl. Bayerische 4. Feldartillerie-Regiment „König“. 1859–1919. Augsburg 1937.
- Die Abwehr. Mittler. Berlin 1938.
- Tagebuchaufzeichnungen und Lagebeurteilungen aus zwei Weltkriegen. Aus dem Nachlass herausgegeben und mit einem Lebensabriß versehen von Georg Meyer. Deutsche Verlags-Anstalt, Stuttgart 1976.